# بوب بيك
بوب بيك (بالإنجليزية: Bob Peck)‏ هو ممثل بريطاني، ولد في 23 أغسطس 1945 في المملكة المتحدة، وتوفي في 4 أبريل 1999 بلندن في المملكة المتحدة بسبب سرطان. بدأ مشواره المهني سنة 1972.

## أعمال

### أفلام
- (1993) الحديقة الجوراسية[6][7][8]

## وصلات خارجية
- بوب بيك على موقع IMDb (الإنجليزية)
- بوب بيك على موقع ألو سيني (الفرنسية)
- بوب بيك على موقع ميوزك برينز (الإنجليزية)
- بوب بيك على موقع أول موفي (الإنجليزية)
- بوب بيك على موقع قاعدة بيانات برودواي على الإنترنت (الإنجليزية)
- بوب بيك على موقع قاعدة بيانات الأفلام السويدية (السويدية)
- بوب بيك على موقع قاعدة بيانات الفيلم (الإنجليزية)
- بوب بيك على موقع كينوبويسك (الروسية)